# Fontaine de A Ferrería
La fontaine de A Ferrería est une fontaine située dans les jardins Casto Sampedro à côté de la place de A Ferrería dans la ville espagnole de Pontevedra. Il s'agit d'une fontaine en granit de style Renaissance.

## Histoire
La fontaine de A Ferrería date du XVIe siècle, lorsque Pontevedra était la ville la plus peuplée de Galice. La construction de la fontaine a été financée par le roi Charles Quint en 1537. L'objectif des travaux était d'installer une fontaine dans la ville, à côté du Camino portugués, afin de fournir de l'eau potable aux pèlerins qui se rendaient à Saint-Jacques-de-Compostelle et de remédier à la pénurie d'eau, particulièrement aiguë pendant les étés. La fontaine, réalisée par le Portugais de Porto João Lopes, auteur de fontaines similaires à Caminha (1551) et à Viana do Castelo (1554) (Portugal) avec la contribution de Domingo Fernández de Saint-Jacques-de-Compostelle devait être "de la facture, de la taille, de la hauteur et avec les perfections et l'exécution de la fontaine principale qui se trouve sur la place de la ville de Caminha", selon un accord du Conseil municipal de Pontevedra.
La fontaine de A Ferrería fut achevée en 1554 et installée dans la partie sud-ouest de la place de A Ferrería, aujourd'hui pavée, près de la porte Trabancas des remparts de Pontevedra, par laquelle les pèlerins se rendant à Saint-Jacques-de-Compostelle pénétraient dans l'enceinte fortifiée.
Pour l'entretien de la fontaine, la mairie a conclu des accords avec des spécialistes, le premier plombier connu étant Francisco Gonçalves, qui a reçu en 1597 un salaire de 6 000 maravédis par an. Diverses lois et décrets ont également été promulgués pour interdire le lavage du linge et des boyaux d'animaux dans la fontaine, ainsi que l'abreuvement des chevaux. À cette fin, le bassin de la fontaine a été entouré d'un cercle de protection à quatre entrées et une sorte d'auge a été construite.
Au XVIIIe siècle, la fontaine a été restaurée à l'initiative du syndic Félix Raimundo de Soto. Le coût des réparations et de l'alimentation en eau s'éleva à près de dix mille réaux. En 1857, pour des raisons sanitaires, le conseil municipal de Pontevedra décida de déplacer la fontaine de la place de A Ferrería et de la placer devant la caserne Saint-Ferdinand. Cependant, bien que la fontaine ait été démontée, elle n'a pas été déplacée et est restée sous la garde de la Société archéologique de Pontevedra. Ses pièces ont été déposées au couvent Saint-Dominique.
En 1928, grâce à l'intérêt de Castelao, qui vivait à Pontevedra, et de Casto Sampedro, avocat et fondateur de la Société archéologique de Pontevedra, la fontaine a été récupérée et installée dans les jardins de Casto Sampedro, devant le couvent Saint François. La fontaine a été entièrement restaurée en 2010.

## Description
La fontaine de A Ferrería, comme en témoigne son symbolisme gravé dans la pierre, répond à sa fonction de fontaine dédiée notamment aux pèlerins du chemin portugais de Saint-Jacques-de-Compostelle.

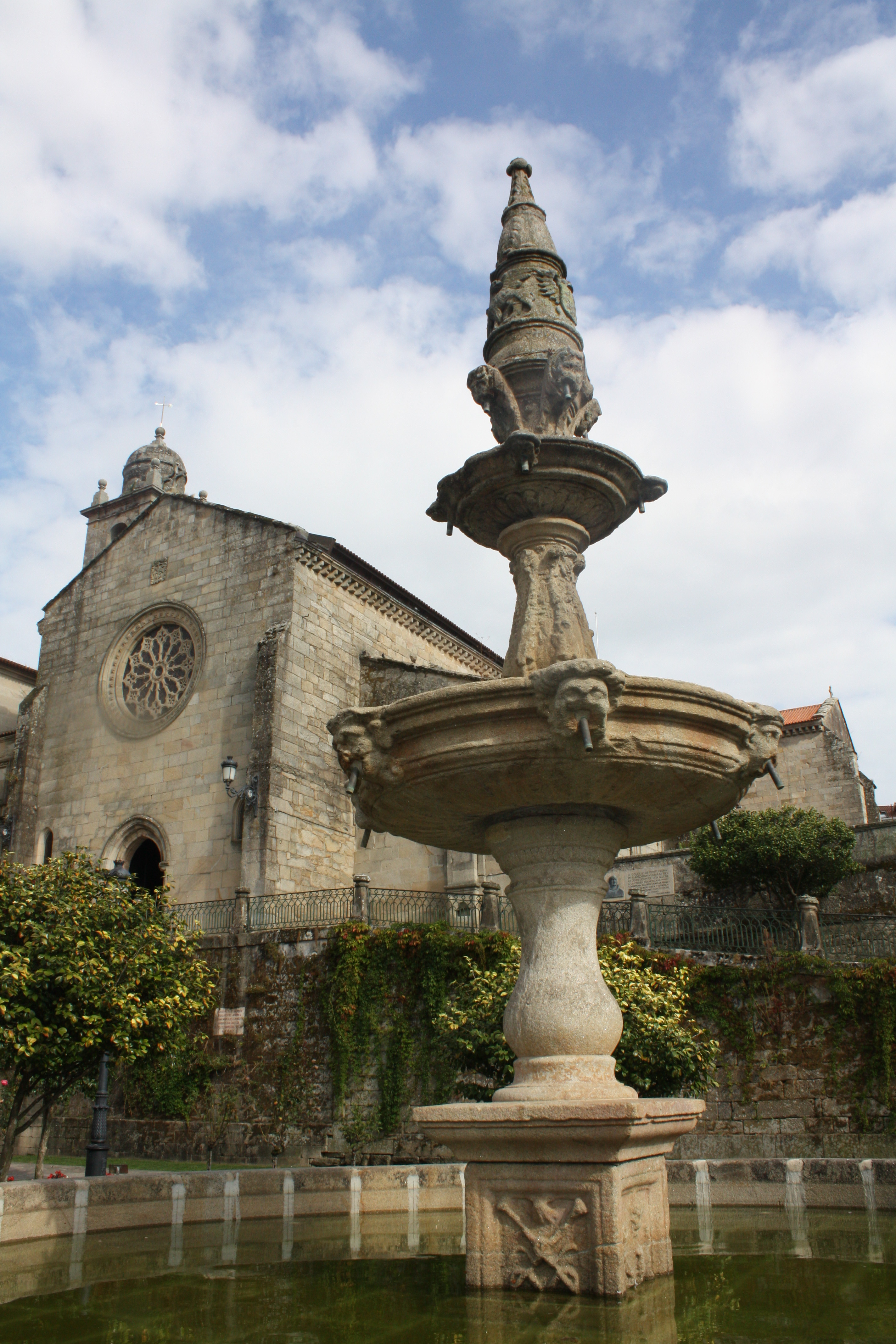
La fontaine en 2011

La fontaine s'inspire des fontaines portugaises et comporte 14 becs répartis sur trois niveaux différents. Elle se trouve au centre d'un grand bassin circulaire en granit. De l'axe central part un pilier composé au total de trois sections et surmonté d'un couronnement. Le premier des trois corps repose sur une base quadrangulaire. Le second corps abrite un bassin qui recueille l'eau versée par un autre petit bassin situé au-dessus. Ce bassin du deuxième corps est vidé par des tuyaux qui sortent de la bouche de quatre personnages mythologiques sculptées. Sur le troisième corps qui couronne la fontaine se trouvent deux blasons, l'un avec les armoiries de l'empereur Charles Quint, avec l'aigle bicéphale de la Maison de Habsbourg, et au revers les armoiries de la ville tenues par des griffons, ce qui constitue la représentation la plus ancienne du blason de la ville qui existe à Pontevedra. Il y a également des sculptures de quatre autres têtes de personnages mythologiques avec des tuyaux sortant de leur bouche et s'écoulant dans le petit bassin supérieur.
La plomberie intérieure de la fontaine est faite de tuyaux de cuivre. Les vers de la célèbre chanson populaire dédiée à l'hospitalité de Pontevedra sont inscrits sur une dalle de pierre attachée au côté ouest du bassin. La fontaine est dotée d'un éclairage ornemental. 
La fontaine de A Ferrería, qui a beaucoup impressionné le Cordouan Ambrosio de Morales, maître et chroniqueur de Philippe II, a été définie par lui comme suit : "Sur la place Saint-François, il y a une fontaine qui, par sa grandeur, sa hauteur et ses dorures, peut rivaliser avec les fontaines de Cordoue",.

## La fontaine dans la culture populaire
En raison de son utilité et de sa fonction d'approvisionnement en eau des pèlerins et des habitants de Pontevedra, ces derniers lui ont dédié une célèbre chanson populaire en galicien, soulignant l'hospitalité de la ville de Pontevedra:
| PONTEVEDRA É BOA VILA DÁ DE BEBER A QUEN PASA. A FONTE NA FERRERÍA, SAN BARTOLOMÉ NA PRAZA. | Pontevedra est une bonne ville Donne à boire aux passants, La fontaine de A Ferrería Saint-Barthélemy sur la place |